# Stéphane Joulin
Stéphane Joulin (* 6. Januar 1971 in Trier, Deutschland) ist ein ehemaliger französischer Handballspieler.

## Karriere
Der 1,81 m große Joulin spielte als rechter Außenspieler in der ersten französischen Liga für US Ivry HB, mit dem er 1996 Pokalsieger und 1997 Meister wurde. Anschließend wechselte er in die deutsche Handball-Bundesliga zum ThSV Eisenach. Nach einer Saison ging er zum TV Niederwürzbach, mit dem er im Europapokal der Pokalsieger 1998/99 das Viertelfinale erreichte. Nach dem freiwilligen Rückzug des TVN zum Sommer 1999 kehrte er nach Eisenach zurück. In der Saison 1999/2000 war der Linkshänder mit 179 Toren in 29 Spielen sechstbester Torschütze der Liga. Nach dem Abstieg 2003 ging er in die spanische Liga ASOBAL zu BM Ciudad Real, mit dem er 2004 die spanische Meisterschaft und die Copa ASOBAL gewann. Daraufhin ließ er bei Saint-Raphaël Var Handball seine Karriere ausklingen. 2005 stieg er in die LNH auf, musste aber nach einer Saison wieder absteigen. Nach dem erneuten Aufstieg 2007 beendete er seine Karriere.
Mit der französischen Nationalmannschaft nahm Stéphane Joulin an den Olympischen Spielen 1996 und 2000 teil und belegte den vierten bzw. sechsten Platz. Zwischen 1995 und 2000 bestritt Joulin 111 Länderspiele, in denen er 344 Tore erzielte.

## Privates
Joulin lebt heute in Saint-Raphaël, arbeitet dort als Beamter in der Mediathek und ist U-18-Jugendtrainer bei Saint-Raphaël Var Handball.